# Madoka Haji
Madoka Haji (櫨 まどか, 8 de juliol de 1988) és una futbolista japonesa.

## Selecció del Japó
Va debutar amb la selecció del Japó el 2017. Va disputar 7 partits amb la selecció del Japó.

## Estadístiques
| Selecció del Japó | Selecció del Japó | Selecció del Japó |
| Anys              | Partits           | Gols              |
| ----------------- | ----------------- | ----------------- |
| 2017              | 6                 | 0                 |
| 2018              | 1                 | 0                 |
| Total             | 7                 | 0                 |